# Io (プログラミング言語)
Io（イオあるいはアイオー）は純粋なオブジェクト指向プログラミング言語であり、Smalltalk、Self、Lua、LISP、Act1、NewtonScriptの影響を受けている。Self や NewtonScript のようなプロトタイプベースのオブジェクトモデルであり、オブジェクトとクラスを区別しない。Smalltalk のようにあらゆるものをオブジェクトとして扱い、動的型付けを行う。LISPのように文の概念がなく、制御フローは関数を使って実現される。Io はアクターによる並行性を実現しており、最近のプログラミング言語には珍しい特徴となっている。
Io の特筆すべき特徴は、その効率のよさ、処理系の小ささ、外部リソースを自由に使えるオープン性である。Io は小型で移植性の高い仮想機械で実行される。

## 歴史
この言語は、2002年3月7日ごろ Steve Dekorte が友人の協力を得て作った。彼はプログラミング言語の仕組みをよく知らなかったため、勉強のために小型の言語を実際に作ってみることにした。そして完成したのが Io である。

## 方針
Io の目的は概念的な統一 (conceptual unification) と動的言語の研究にあるので、トレードオフとして性能向上よりも単純さと柔軟性を好む傾向がある。

## 機能/特徴
- プロトタイプベースの純粋なオブジェクト指向プログラミング
- 例外処理
- Perl風の正規表現
- 弱い参照をサポートするインクリメンタルガベージコレクション
- 高移植性
- DLL/共有ライブラリの動的ローディング
- イントロスペクション、リフレクション、メタプログラミング
- アクターモデルに基づく並行性
- コルーチン
- 小規模な仮想機械
- 高階関数

## 文法
最も単純な形式では、次のような1つの識別子でも Io のプログラムと言える。
```
doStuff

```

この doStuff はメソッドであり、引数がないので後ろに括弧をつける必要がない。
doStuff に引数がある場合、次のように記される。
```
doStuff
(
42
)

```

Io はメッセージパッシング言語であり、Io ではコメント以外はメッセージの集積でプログラムが構成される。上掲の例でもそれが現れているがこれが全てではない。メッセージパッシング言語であることを明確に示すため、次の例を示す。
```
System
 
version

```

これは、 "version" というメッセージが "System" オブジェクトに送られていることを示している。
演算子は特別であり、これまでの例ほど単純ではない。Ioの構文解析器はインタプリタが定義する演算子をインターセプトし、それをメソッドコールに翻訳する。例えば、次のような記述があったとする。
```
1
 
+
 
5
 
*
 
8
 
+
 
1

```

これは次のように翻訳される。
```
1 +(5 *(8)) +(1)
```

見ての通り、演算子の優先順位が一応存在しており、C言語での優先順位と同じである。
また、演算子がメソッドコールになっていることにも注意されたい。Io の演算子は全てメソッドである（ただし、例外として代入演算子 ":=" と "=" は構文解析器が全く異なるメッセージに翻訳する）。このため、演算順序を制御するための括弧が不要という特徴がある。

### メソッドとブロック
Io には匿名の関数を作る2つの方法がある。メソッドとブロックである。この2つの違いはスコープである。ブロックは静的スコープであり、メソッドは動的スコープである。
メソッドもブロックも高階関数である。

### 例
Hello world は次のようになる。
```
"Hello, world!"
 
println

```

新たなオブジェクトはクローニングで生成される。Io では新たな空のオブジェクトが作られたとき、その親との違いだけが新しいオブジェクトに格納される。このような方式を差分継承と呼ぶ。以下に例を示す。
```
A
 
:=
 
Object
 
clone
 
// 新しい空のオブジェクト "A" を作る

```

再帰を使わない階乗プログラムを以下に示す。
```
factorial
 
:=
 
method
(
n
,

  
if
(
n
 
==
 
0
,
 
return
 
1
)

  
res
 
:=
 
1

  
n
 
to
(
1
)
 
foreach
(
i
,
 
res
 
=
 
res
 
*
 
i
)

  
res

)

```

この例では range を使っているが、for ループの方が高速である。もう1つの例を以下に示す。
```
// C++ 風のコメントが書ける

# シェル風のコメントでもよい

/* C言語風でもよい */

for
(
i
,
 
1
,
 
10
,
 
i
 
print
)
 
// 1 から 10 までの数を表示

x
 
:=
 
Object
 
clone
 
// 新たなスロットを作るときは ':=' を使う

x
 
=
 
Map
 
clone
 
// 上書きするときは '=' を使う

x
 
prettyprint
 
:=
 
method
(
 
// 引数のないメソッドを作る

    
foreach
(
key
,
 
value
,
 
write
(
key
,
 
": "
,
 
value
,
 
"\n"
))
 
// マップ上でループする

)

x
 
atPut
(
"hi"
,
 
1
)
 
// キーと値のペアをマップに置く

x
 
atPut
(
"hello"
,
 
2
)

x
 
prettyprint

/* 出力は次のようになる:

      hi: 1

      hello: 2

*/

```